# Поэ д’Аван, Фостен
Виктор Фостен Поэ д’Аван (фр. Faustin Poey d'Avant; 14 мая 1792, Фонтене-ле-Конт — 3 июля 1864, там же) — французский нумизмат.

## Биография
О его жизни известно крайне мало. Известно, что он родился в очень богатой семье нотариуса и, вероятно, получил юридическое образование, ибо унаследовал дело отца, а с 1830 года владел бывшим аббатством Мальезе (рядом с одноимённым городком), где и жил и писал свои работы. Первая научная работа его авторства вышла в 1825 году. Состоял членом Французского общества антикваров и ряда других научных обществ, в том числе Бельгийского общества нумизматов с 1858 года. Был женат, жена пережила его на четыре года. Детей в этом браке не было, но дело Поэ д’Аван продолжил его племянник Бенжамен Фийон (фр. Benjamin Fillon; 1819—1881), также опубликовавший ряд работ по нумизматике.
Капитальное его сочинение — «Феодальные монеты Франции» (фр. Monnaies féodales de France; Париж, 1858—1860, переиздание 1997); другие труды: «Описание монет французских сеньоров» (фр. Description de monnaies seigneuriales françaises; Фонтене, 1853) и много критических заметок в «Revue Numismatique» за 1845—1864 годы.